# Terminismus
Terminismus (lat. terminus Grenze, Ziel) ist in der evangelischen Theologie seit dem 17. Jahrhundert die Lehre pietistischer Theologen (Terministen), die besagt, dass Gott dem Menschen einen bestimmten Termin zur Besserung gesetzt habe. Läuft der bestimmte Termin ab, so kann Vergebung und Seligkeit nicht mehr erlangt werden.
Schon Philipp Jacob Spener vertrat diese Lehre mit Verweis auf seinen lutherisch-orthodoxen Lehrer Johann Konrad Dannhauer, ohne damit in Konflikte zu kommen. Als aber der Sorauer Diaconus Johann Georg Böse sie 1698 in seiner Schrift Terminus Peremtoris Salutis humanae verschärfte (er widersprach vor allem der Auffassung, dass eine Abkehr vom sündhaften Leben noch auf dem Sterbebett ausreichen sollte, zur Seligkeit zu gelangen), wandten sich Theologen der lutherischen Orthodoxie heftig dagegen. Gutachten der theologischen Fakultäten von Rostock und Wittenberg verurteilten Böse, die Leipziger theologische Fakultät zerstritt sich wegen dieser Frage. Der auch durch Predigten und Streitschriften heftig ausgetragene Streit ebbte erst 1704 ab.